# Krevai unió

A Lengyel–Litván Unió címere

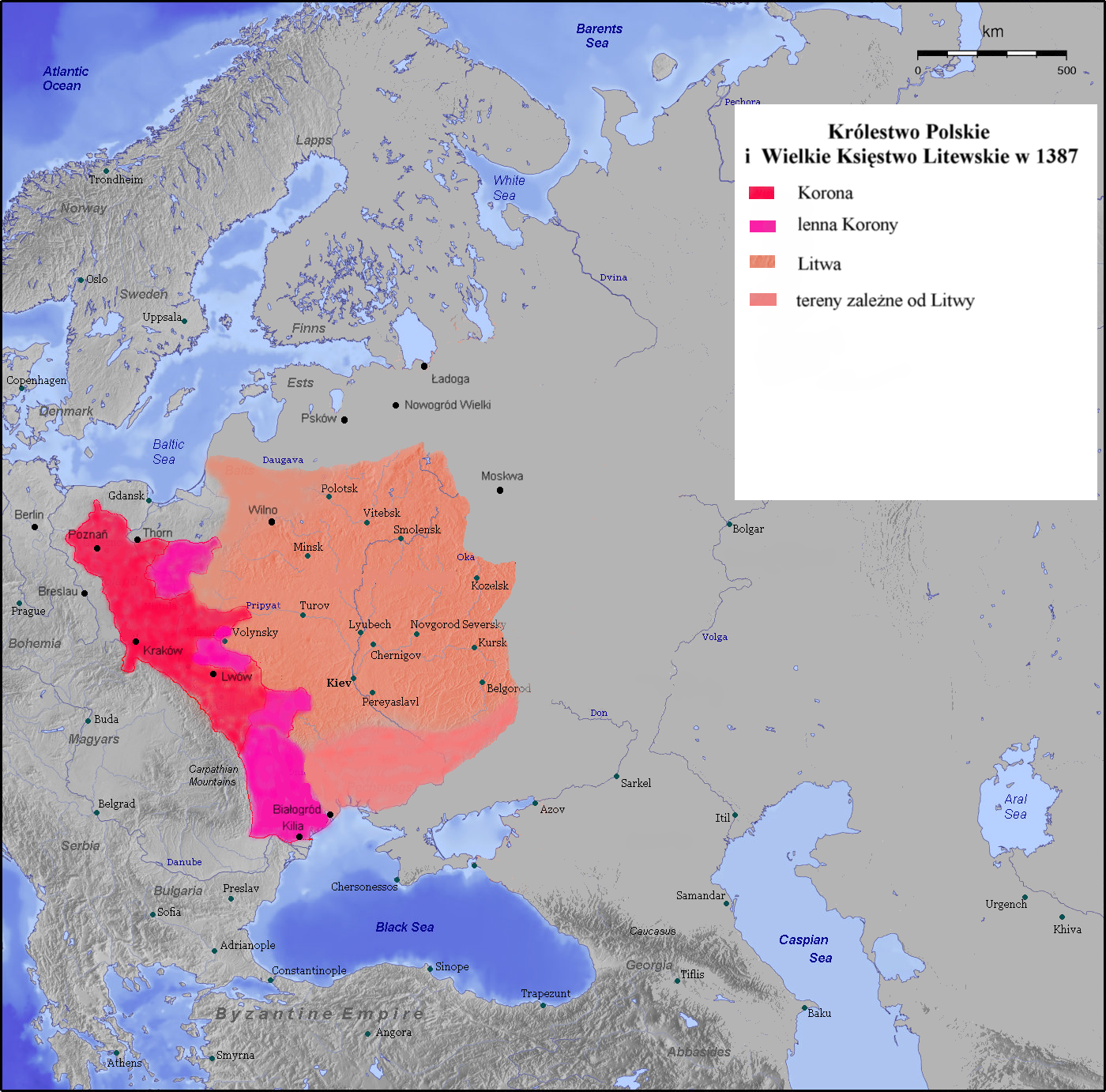
Lengyelország és Litvánia 1387-ben

A krevai unió (ritkábban krewói unió) Lengyelország és Litvánia perszonáluniója. 1385. augusztus 14-én kelt egyezmény, melyet Kreva litván városban kötöttek. Az eredeti latin nyelvű okirat a „Krew” nevet használta. Az okirat ígéreteket tartalmazott Hedvig kiskorú lengyel királynő és Jogaila, Litvánia nagyhercege között kötendő házasság feltételeiről, utólag ezt tartották a lengyel–litván unió kezdeti lépésének. Az egyezmény a következőket tartalmazza:
- Házassági ajánlat: házasság a litván nagyfejedelem, Jogaila és Hedvig között.
- A pogány Jogaila és a többi litván nemes áttérése a római katolikus vallásra.
- Kétszázezer forint kifizetése az osztrák hercegnek, Habsburg Vilmosnak. Az összeget kárpótlásként kellett kifizetni, mivel meghiúsult a korábbi házassági szerződés Hedvig és Vilmos között.
- A Jogaila által bármilyen címen elfoglalt lengyel területek visszaszolgáltatása.
- A litvánok által fogságba ejtett összes keresztény hadifogoly szabadon bocsátása
- Litvánia és Ruténia összes földjének a lengyel koronához csatolása

A szerződő felek Jogaila és négy közeli férfi rokona egyrészről, másrészről a kiskorú Hedvig édesanyja, Boszniai Erzsébet lengyel és magyar királyné, magyarországi kormányzó és néhány lengyel képviselő. Az okirat formálisan Jogaila ígéreteiként fogalmazódott meg a leendő házastársa családja felé, melyeket a házasság esetén be fog tartani, de a menyasszony részéről elkötelezettségről nincs említés.
A megállapodás következménye a következő évben Jogaila  megkeresztelése, új keresztnevéül Ulászlót (Władysławot) választották Hedvig dédapja I. Ulászló lengyel király után, aki az utolsó előtti Piast-házi uralkodó volt Lengyelország trónján és aki egyesítette a feudális széttagoltság után az országot. A keresztelő után három nappal feleségül vette Hedviget, majd 1386. március 4-én lengyel királlyá koronázták iure uxoris. A „II.” szám az uralkodók listáján ugyanolyan későbbi találmány, mint nevének lengyelesített változata a „Jagelló” (lengyelül Jagiełło). Nevének, vagyis az Ulászlónak és a Jagellónak minden korabeli együttes említése kétséges. Ma a lengyelek Władysław II Jagiełło-nak mondják.
Amíg Jagelló Ulászló és Hedvig mind Lengyelország, mind Litvánia felett uralkodott, a litván nagyhercegségben a tényleges hatalom Ulászló unokatestvére, Vitold kezében volt, aki általában független politikát folytatott.
Hedvig 1399-ben bekövetkezett halála után Jagelló Ulászló egyedül uralkodott és a Jagelló dinasztia első tagja lett. Az egyesült lengyel–litván hadsereg parancsnokaként döntő szerepe volt abban, hogy a Német Lovagrendre végzetes csapást mértek 1410-ben a grünwaldi csatában.
Csak az 1569-ben kötött lublini unió véglegesítette az uniót a lengyel királyság és a litván nagyfejedelemség között, mely után megalakult a Lengyel–Litván Nemzetközösség. Végül az 1791-es Májusi Alkotmány deklarálta, hogy a két korábban külön állam egységes lett. Nem sokkal később formálisan szétváltak. A 19. században nagyrészt orosz uralom alatt álltak, de közigazgatásilag különálló kormányzóságban. A 20. század elején mindkét nemzet deklarálta saját függetlenségét és azóta semmilyen értelemben nem alkottak közös államot.

## Fordítás
- Ez a szócikk részben vagy egészben  az   Union_of_Krewo című angol Wikipédia-szócikk fordításán alapul.  Az eredeti cikk szerkesztőit annak laptörténete sorolja fel. Ez a jelzés csupán a megfogalmazás eredetét és a szerzői jogokat jelzi, nem szolgál a cikkben szereplő információk forrásmegjelöléseként.

## Külső hivatkozások
- "1385 m. rugpjūčio 14 d. Krėvos aktas" (Az 1385. augusztus 14. krevai unió) angol nyelvű összefoglalója, Vilnius: Žara, 2002, ISBN 9986-34-080-2
- Az unió teljes szövege (lengyel/latin)